# VIFK
Maillots
Le Vasa Idrottsförening Kamraterna (VIFK) est un club finlandais de football basé à Vaasa.

## Historique
- 1900 : fondation du club sous le nom de Vasa Idrottsförening Kamraterna
- 1988 : fusion avec le ABK-48 Vaasa en BK-IFK
- 2001 : le club est renommé Vasa Idrottsförening Kamraterna

## Palmarès
- Championnat de Finlande de football
  - Champion : 1944, 1946, 1953